# Воловарово
Волова́рово (болг. Воловарово) — село в Старозагорській області Болгарії. Входить до складу общини Чирпан.

## Населення
За даними перепису населення 2011 року у селі проживала 1 особа.
Розподіл населення за віком у 2011 році:
Динаміка населення: